# Clemens van der Feen

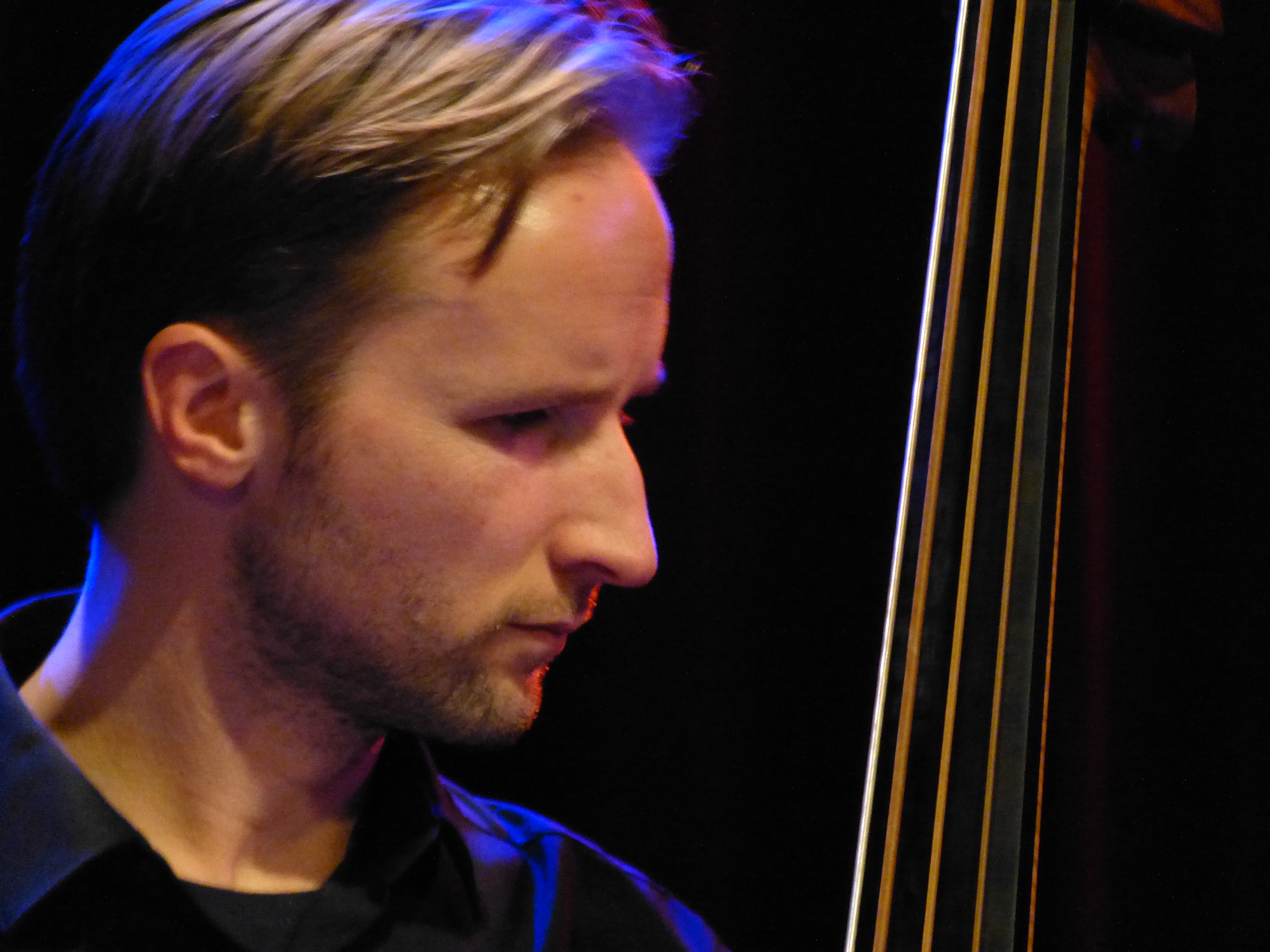
Clemens van der Feen (2020)

Clemens van der Feen (* 1980) ist ein niederländischer Jazzmusiker (Kontrabass, Bassgitarre, Komposition) des Modern Jazz.

## Leben und Wirken
Van der Feen begann im Alter von elf Jahren in der Band seiner älteren Brüder (The Feenbrothers) zu singen und Bass zu spielen. Später studierte er Jazz und klassischen Bass an den Konservatorien von Amsterdam und Detmold und schloss sein Masterstudium in beiden Bereichen mit Auszeichnung ab. Er schlug zunächst eine klassische Karriere ein und trat mit dem Concertgebouw-Orchester und dem Orkest van de Achttiende Eeuw auf. Dann entschied er sich für den Jazz und nahm in New York bei Ben Street und John Patitucci Privatunterricht. Erste Aufnahmen entstanden 2004 mit Rob van Bavel (Piano Grand Slam). In den folgenden Jahren spielte er u. a. mit Reinier Baas, Jasper Blom, Ernst Glerum, Robin Verheyen, Michael Moore, Joost Swart, Cor Bakker, Jesse van Ruller, Marcos Baggiani/Guillermo Celano und Francien van Tuinen.
2010 gründete er die Clemens van der Feen Band. Auf deren Album mit dem Titel High Places (2011) war Toots Thielemans als Gast beteiligt. 2012 nahm er unter eigenem Namen das Album 14 PM auf, an dem Paul van der Feen, Harmen Fraanje und Onno Govaert mitwirkten. Zuletzt arbeitete er weiterhin mit Musikern wie Tutu Puoane, Franz von Chossy, Dré Pallemaerts, Keno Harriehausen, Pablo Held, Sebastian Gille, Marc Copland, Billy Hart, Becca Stevens & Metropole Orkest, Paul Lay, Jason Seizer, Joris Roelofs und Tineke Postma. Im Bereich des Jazz war er zwischen 2004 und 2016 an 21 Aufnahmesessions beteiligt.

## Diskographische Hinweise
- Jan Menu & Jasper Soffers: Dutch Songbook (Dig Diz Music, 2010, mit Hans van Oosterhout)
- High Places (2011, mit Harmen Fraanje, Jesse van Ruller, Flin van Hemmen sowie Paul van der Feen, Toots Thielemans)
- Paul van der Feen, Anton Goudsmit, Roy Dackus, Clemens van der Feen: Odyssee (Tree of Life, 2013)
- Loran Witteveen Trio with Clemens van der Feen and Tristan Renfrow: Twin Paradox (Winter & Winter, 2019)